# Hermann Ier de Brisgau
Pour les articles homonymes, voir Hermann Ier.
Hermann Ier de Brisgau (né vers 1040, mort le 26 avril 1074 à l'abbaye de Cluny) fut margrave de Vérone de 1061 à 1074. Il est le fondateur de la première branche de la maison de Bade. Il est considéré comme un bienheureux sous le nom de Hermann de Zähringen.

## Famille
Hermann Ier, comte de Brisgau, est le fils aîné de Berthold Ier de Zähringen et de Richwara, une fille du duc Hermann IV de Souabe de la lignée des Babenberg. Ses frères sont Berthold II de Zähringen et l'évêque de Constance, Gebhard de Zähringen.

## Règne
Ses droits sur le comté de Brisgau proviennent de sa famille, alors que son titre de margrave est lié à la marche de Vérone en Italie qui à l'époque était considérée comme une « annexe » du duché de Carinthie contrôlé par son père et la maison de Zähringen depuis 1061. Toutefois la guerre civile générée par la querelle des Investitures sous le règne du roi Henri IV entraine une dévastation des domaines souabes des Zähringen. De plus son père qui a participé à la révolte des nobles doit se démettre de ses titres en 1077.
Avant toute chose, Hermann attiré par la vie religieuse, choisit de se retirer à l'abbaye de Cluny en 1073 et de prononcer ses vœux de frère lai il y meurt l'année suivante. L'Église catholique le considère comme un bienheureux dont la fête est fixée au 25 mars.

## Postérité
Hermann Ier de Brisgau épousa Judith (morte en 1091 à Salerne), son origine familiale précise parmi les lignées nobles de l'Allemagne du sud-ouest reste incertaine. Elle est parfois considérée comme Judith « de Backnang », la fille putative du comte Hesso de Calw. Hermann laisse un fils homonyme nommé Hermann II par l'historiographie bien qu'il soit en fait le premier à porter le titre de « Margrave de Bade ».

## Source
- (de) Cet article est partiellement ou en totalité issu de l’article de Wikipédia en allemand intitulé « Hermann I. (Baden) » (voir la liste des auteurs), édition du 7 mai 2014.
- Anthony Stokvis, Manuel d'histoire, de généalogie et de chronologie de tous les États du globe, depuis les temps les plus reculés jusqu'à nos jours, préf. H. F. Wijnman, Israël, 1966, Chapitre VIII. « Généalogie de la Maison de Bade, I. »  tableau généalogique no 105.